# Vaadhoo (Raa-atol)
Vaadhoo is een van de bewoonde eilanden van het Raa-atol behorende tot de Maldiven.

## Demografie
Vaadhoo telt (stand maart 2007) 251 vrouwen en 252 mannen.